# Leptasterias camtschatica
Leptasterias camtschatica är en sjöstjärneart som först beskrevs av Brandt 1835.  Leptasterias camtschatica ingår i släktet Leptasterias och familjen trollsjöstjärnor.

## Underarter
Arten delas in i följande underarter:
- L. c. camtschatica
- L. c. dispar